# President Beaches
Die President Beaches sind eine Reihe von Stränden im Westen der Livingston-Insel im Archipel der Südlichen Shetlandinseln. Sie erstrecken sich am westlichen Ende der Byers-Halbinsel über eine Länge von 10 km. 
Die Geologin Kaye R. Everett, die im Rahmen des United States Antarctic Research Program im Februar 1969 in diesem Gebiet Bodenuntersuchungen durchgeführt hatte, schlug die Benennung als West Beaches vor. Das Advisory Committee on Antarctic Names entschied sich jedoch 1970, die von Robbenjägern aus Stonington in den 1820er Jahren vorgenommene Bezeichnung President’s Harbor für die angrenzende und heute als New Plymouth bekannte Bucht aus historischen Gründen auf die hier beschriebenen Strände zu übertragen.